# Calynda discors
Calynda discors är en insektsart som först beskrevs av Brunner von Wattenwyl 1907.  Calynda discors ingår i släktet Calynda och familjen Diapheromeridae. Inga underarter finns listade.